# Tess Clark
Tess Elizabeth Clark (Phoenix, 17 giugno 1996) è una pallavolista statunitense, centrale dell'Athletes Unlimited.

## Carriera

### Club
La carriera di Tess Clark inizia nei tornei scolastici dell'Arizona, giocando per la Horizon HS, mentre a livello giovanile si disimpegna con il Revolution. Dopo il diploma gioca nella lega universitaria NCAA Division I, indossando la casacca della Louisville dal 2014 al 2017.
Inizia la carriera da professionista nella stagione 2018-19, partecipando alla divisione cadetta francese col Saint-Dié-des-Vosges. Nella stagione seguente approda nella Superliga Femenina de Voleibol spagnola, vestendo la maglia dell'Alcobendas per un biennio e aggiudicandosi una Coppa della Regina. Nel campionato 2021-22 si trasferisce in Germania, militando nella 1. Bundesliga con il PTSV Aachen, mentre nel campionato seguente torna in forza all'Alcobendas.
Torna poi in patria per giocare la quarta edizione dell'Athletes Unlimited.

## Palmarès

### Club
- Coppa della Regina: 1

2020-21